# Southern Gilbert Islands
Southern Gilbert Islands är öar i Kiribati.   De ligger i ögruppen Gilbertöarna, i den sydöstra delen av landet, 300 km sydost om huvudstaden Tarawa.